# Седільо
Седільо (ісп. Cedillo) — муніципалітет в Іспанії, у складі автономної спільноти Естремадура, у провінції Касерес. Населення — 490 осіб (2010).

## Географія
Муніципалітет розташований на португальсько-іспанському кордоні.
Муніципалітет розташований на відстані близько 330 км на захід від Мадрида, 100 км на захід від Касереса.

## Демографія
Динаміка населення (INE ):